# Fumana scoparia
Fumana scoparia là một loài thực vật có hoa trong họ Nham mân khôi. Loài này được Pomel mô tả khoa học đầu tiên năm 1860.